# Bhaktapur

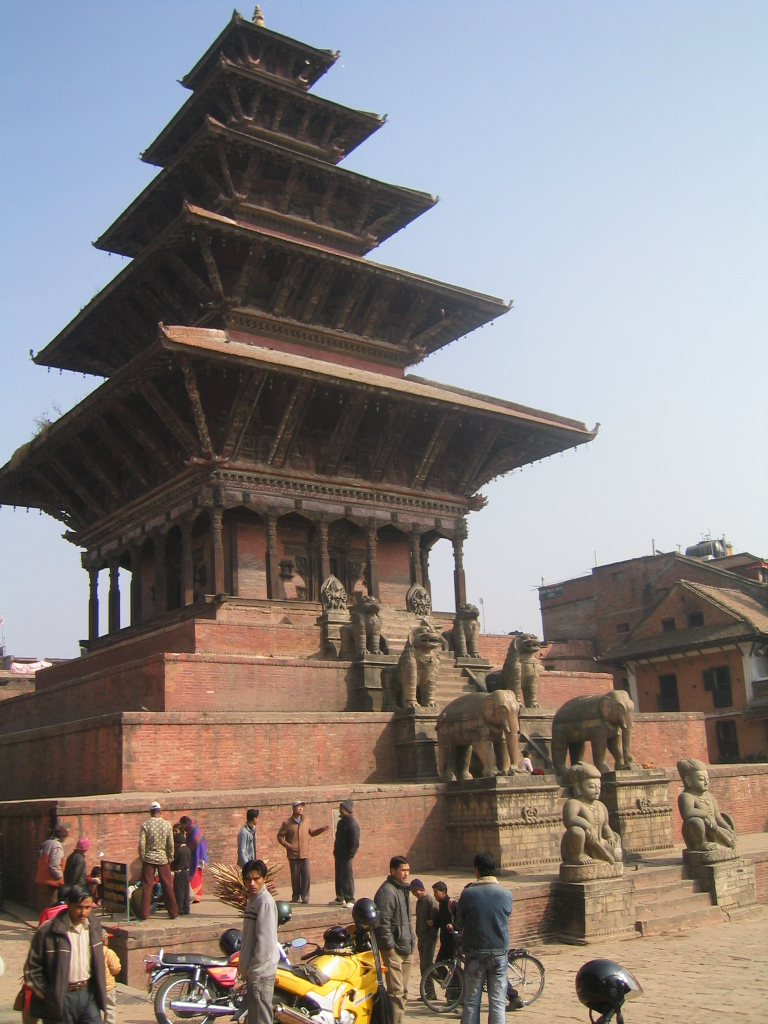
El temple Nyatapola, a Bhaktapur.

Bhaktapur (भक्तपुर) és una ciutat del Nepal situada a la Vall de Katmandú, a 13 quilòmetres a l'est de la capital i a 1.400 metres d'altitud. La seva població és de 81.748 habitants (2001).
El nom prové del sànscrit bhakta: devot i pura: ciutat. En bengalí es diu Bhadgaon, i en newari, Khwopa.
La històrica plaça Durbar de Patan forma part del conjunt denominat Vall de Katmandú, declarat Patrimoni de la Humanitat per la UNESCO el 1979.

## Història
Bhaktapur va ser fundada el segle xii pel rei Ananda Deva Malla sota el nom de Khwopa, per convertir-la en capital dels rajàs Malla. La ciutat estaria edificada en forma de triangle format pels tres temples del déu Ganesha als afores de la ciutat que protegeixen la mateixa.
Fins al segle xvi la ciutat va dominar política i econòmicament tot el Nepal. A partir de la conquesta gorkha el 1769 la ciutat es va tancar en si mateixa mantenint una autarquia i independència tant econòmiques com polítiques.
Bona part dels seus habitants, especialment els més grans, no parlen nepalès, sinó newari. L'organització de la ciutat correspon a l'art de planificació newari, estant dividida la ciutat en diferents barris (toles) articulats al voltant d'una plaça amb un pou o una font pública i un altar religiós permanent.
En el passat, la ciutat va adquirir la seva hegemonia per la seva situació privilegiada a la ruta Índia - Tibet. Els impostos i peatges cobrats als comerciants la van reportar gran riquesa. Cada tardor, els comerciants portaven bestiar oví des del Tibet coincidint amb la festivitat nepalesa de Dasain (en hindi Dussehra) en què se sacrifiquen animals mascles a la deessa Durga. En el seu viatge de tornada, els comerciants portaven gra, sucre o inscripcions budistes.
Aquesta prosperitat va animar la vida cultural. Els constructors de temples van desenvolupar el seu propi estil de pagoda que va ser després estès des del Tibet fins al Japó. Tal com el significat del seu nom delata ('ciutat dels devots') Bhaktapur no ha perdut tampoc en cap moment la seva importància com a centre religiós. A la fi del segle xx i gràcies a un projecte alemany, la ciutat va ser en gran manera sanejada i restaurada, convertint-se en un dels principals atractius turístics del Nepal.

Bhaktapur
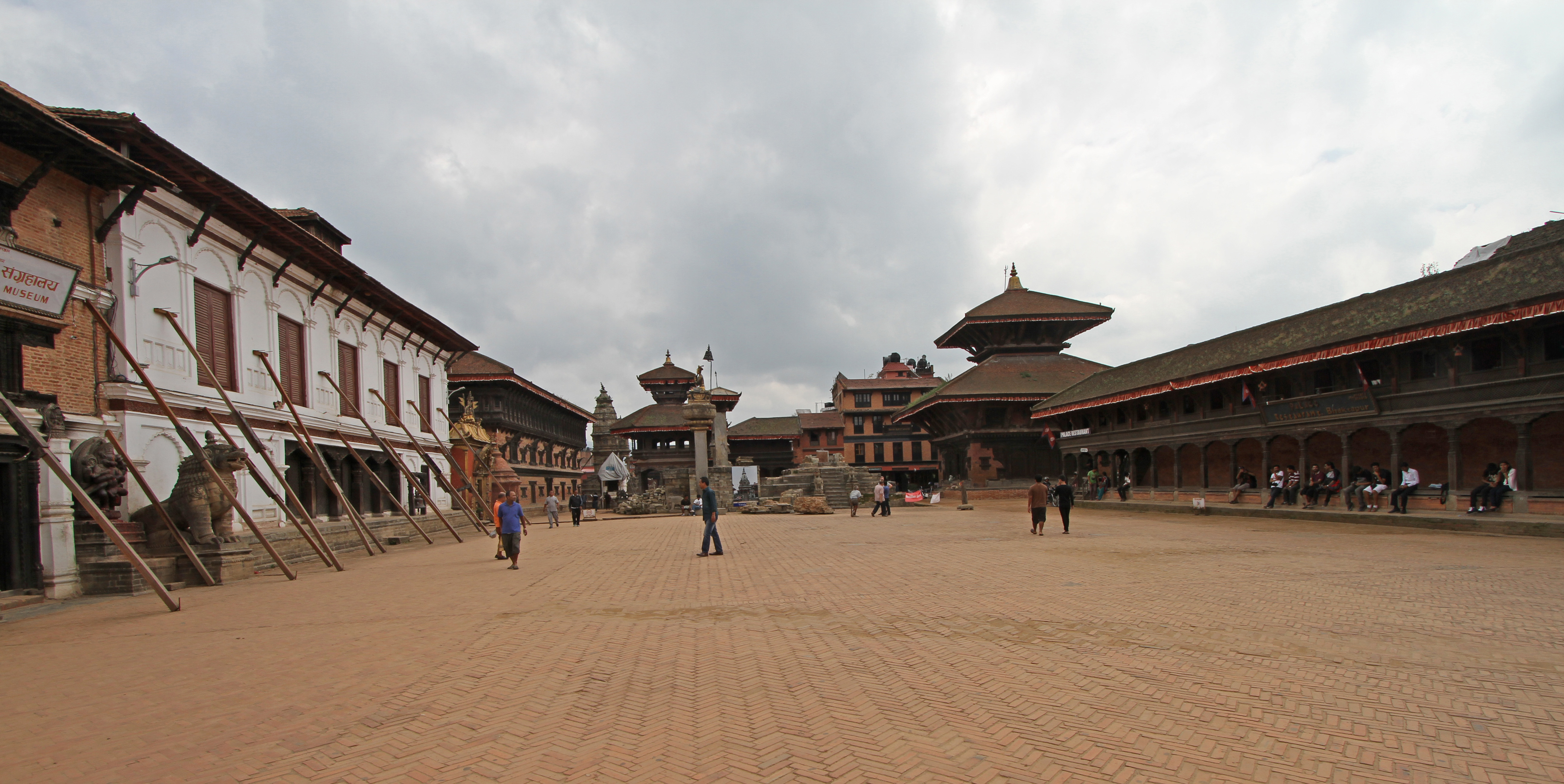
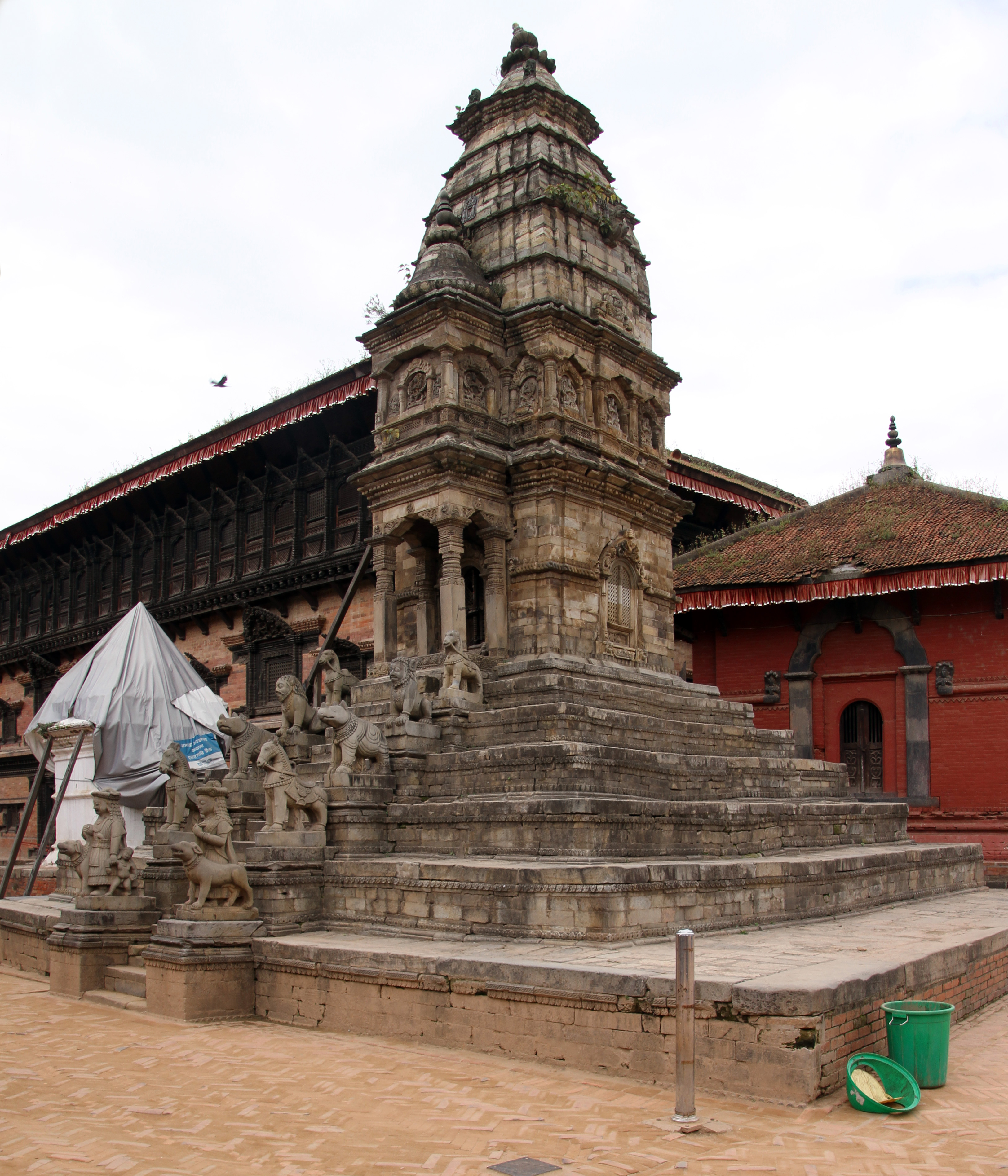
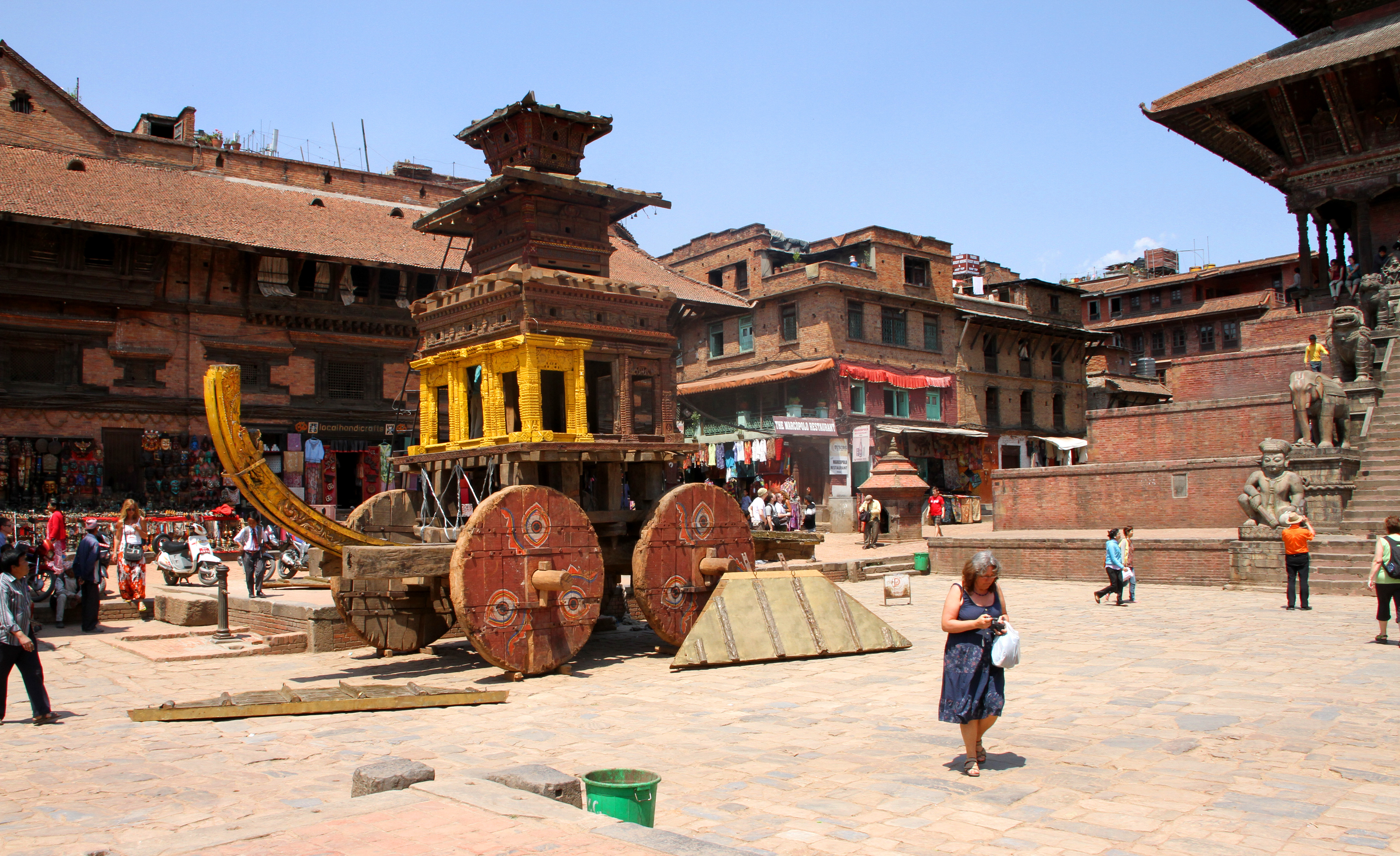
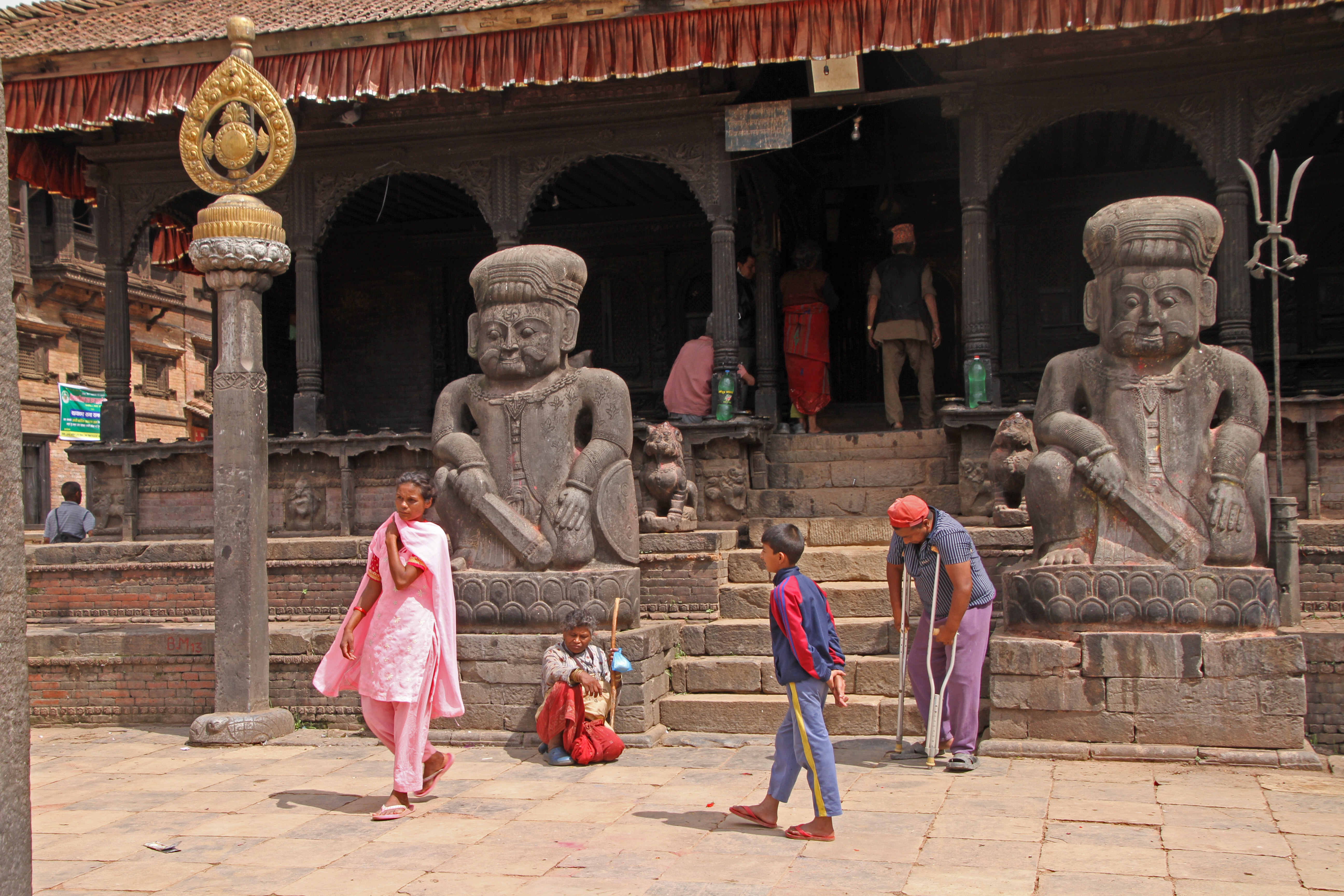
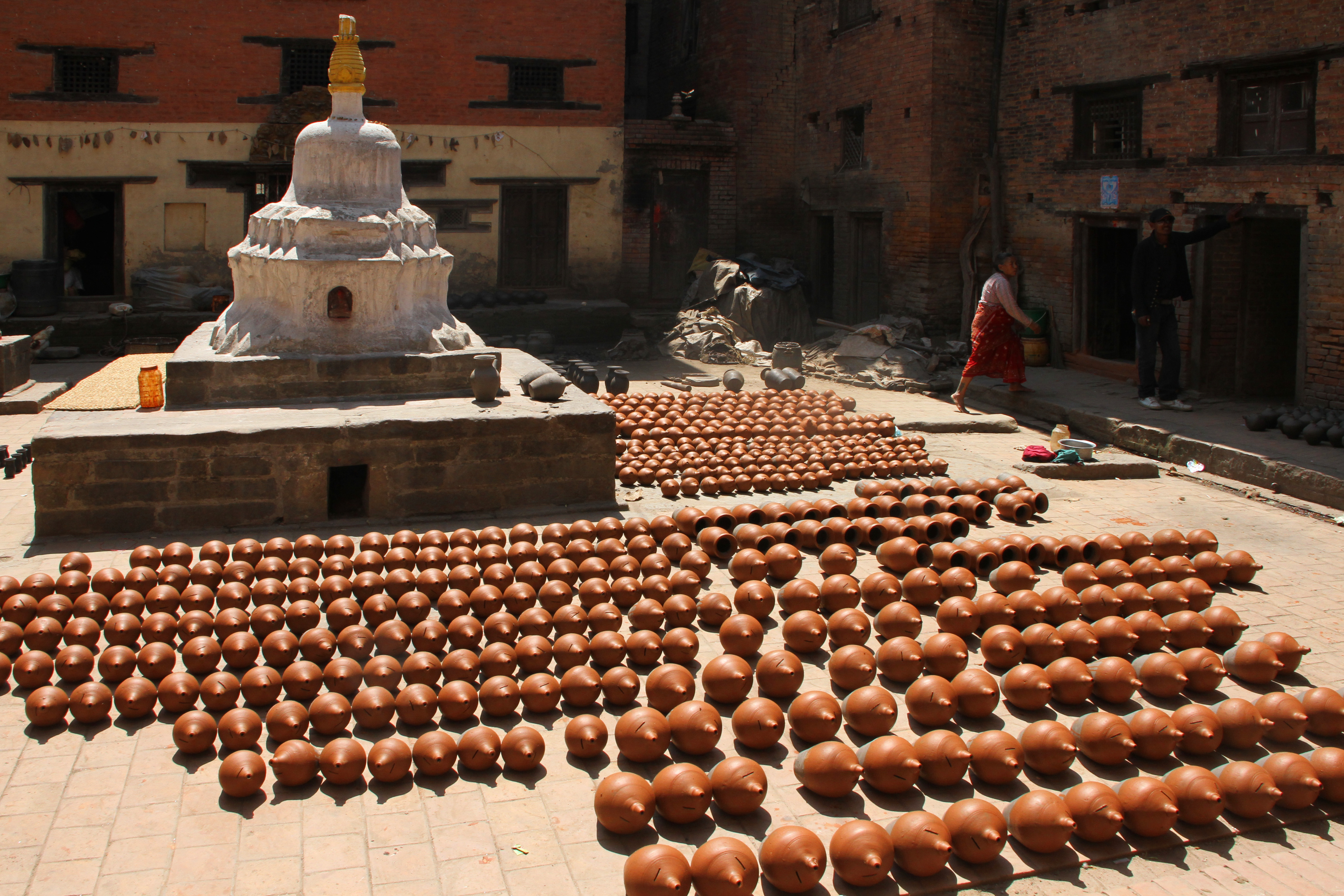
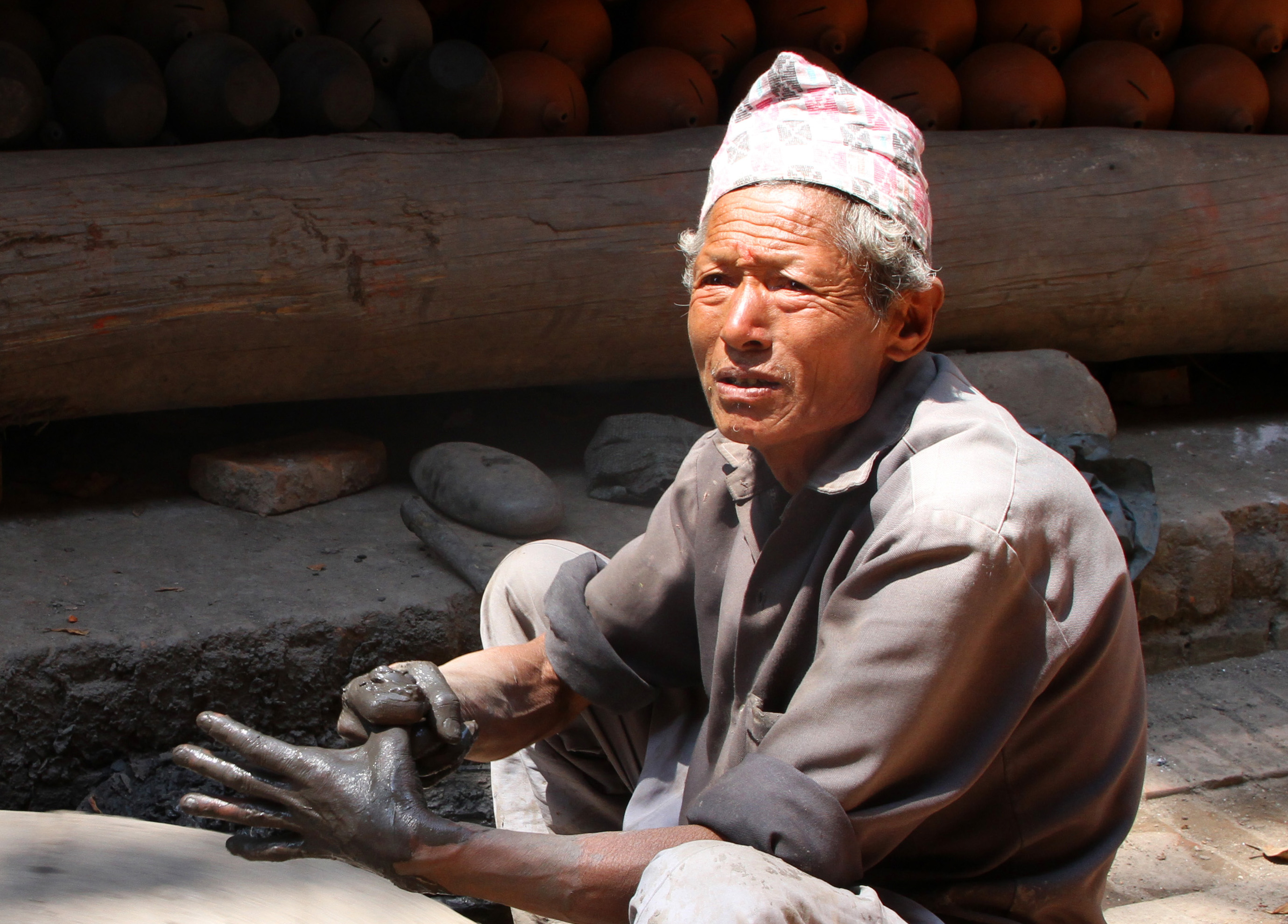
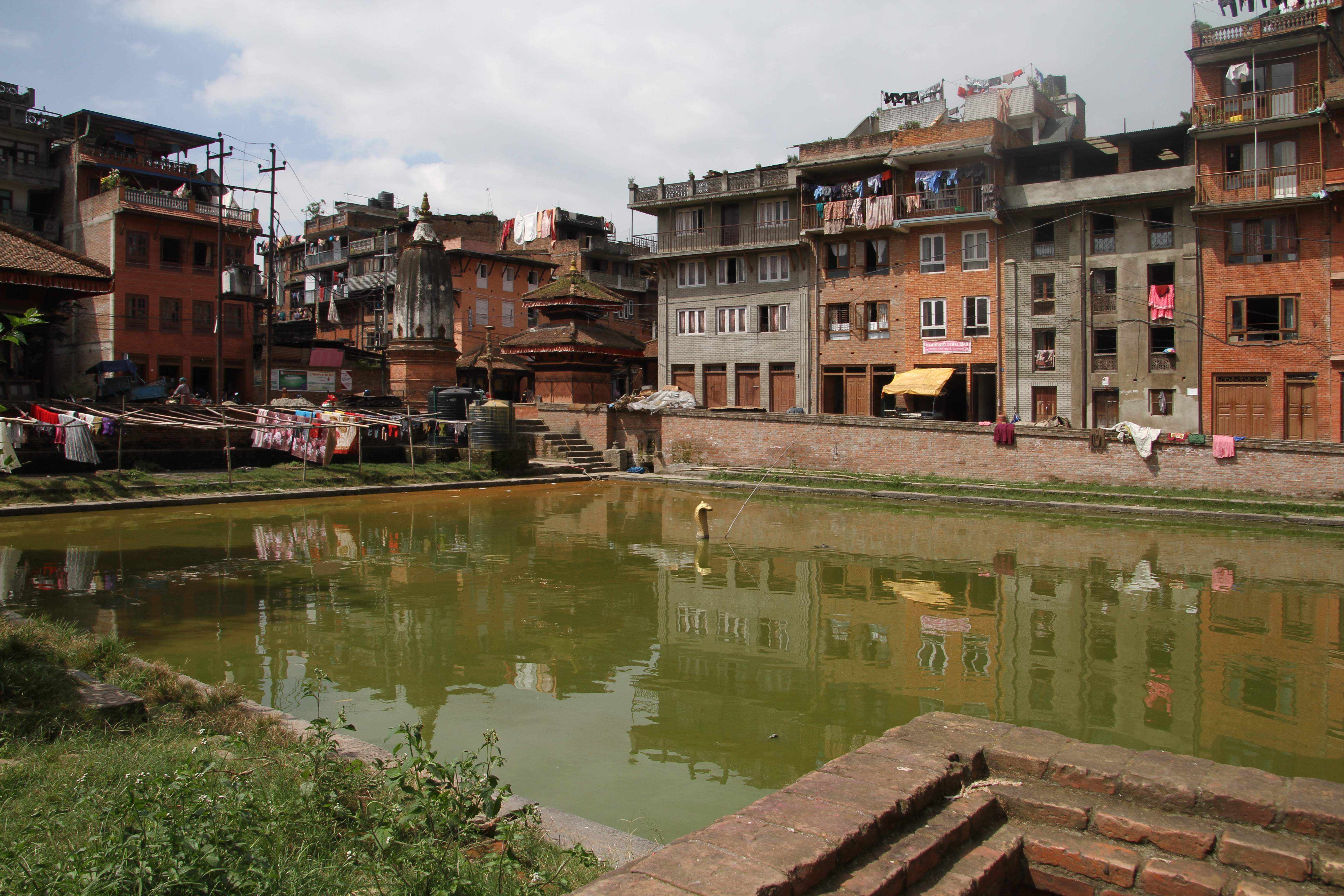
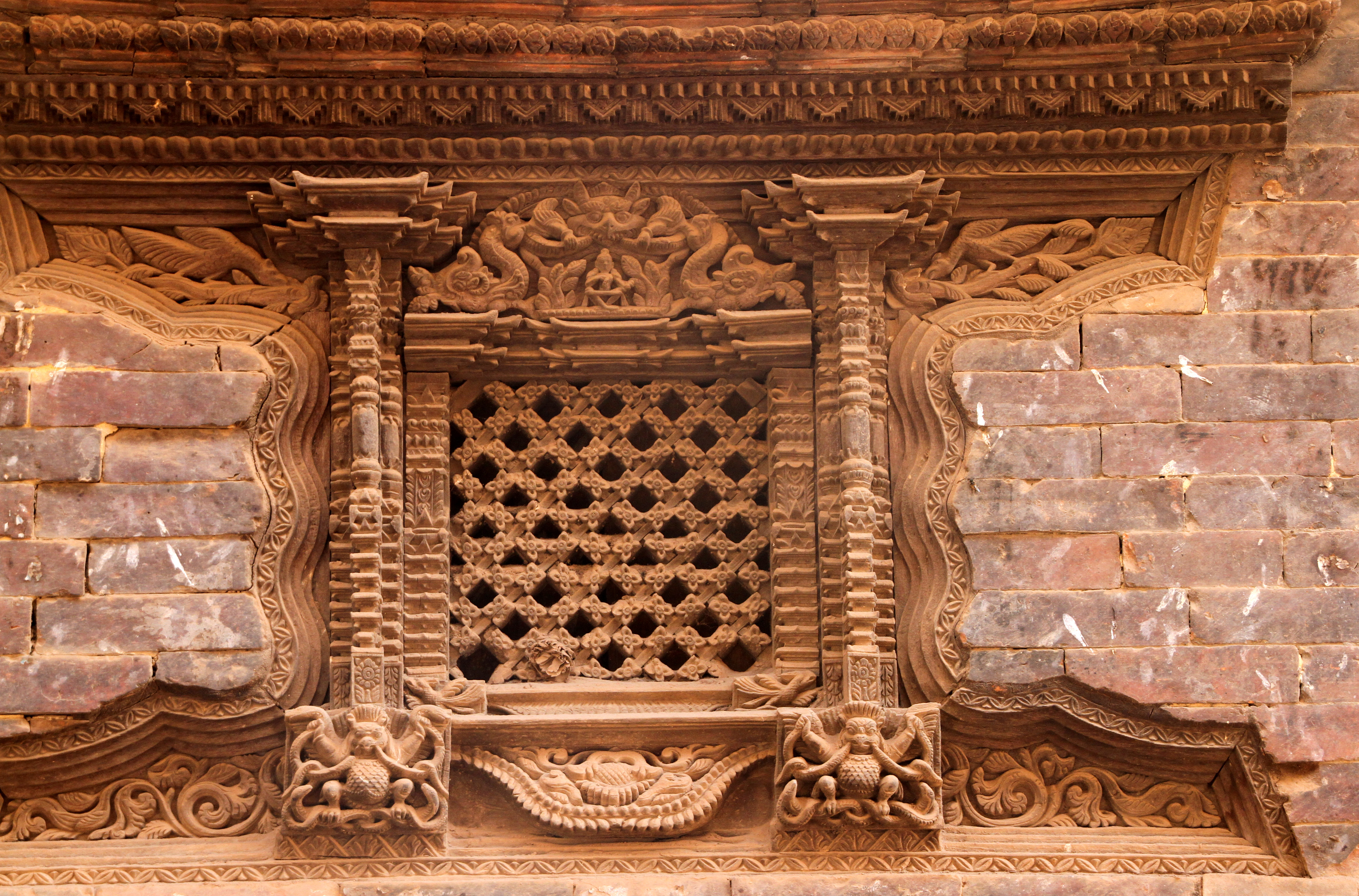